# Oglesby (Illinois)
Oglesby es una ciudad ubicada en el condado de LaSalle en el estado estadounidense de Illinois. En el Censo de 2010 tenía una población de 3791 habitantes y una densidad poblacional de 355,79 personas por km².

## Geografía
Oglesby se encuentra ubicada en las coordenadas 41°17′45″N 89°4′10″O / 41.29583, -89.06944. Según la Oficina del Censo de los Estados Unidos, Oglesby tiene una superficie total de 10.66 km², de la cual 10.66 km² corresponden a tierra firme y (0%) 0 km² es agua.

## Demografía
Según el censo de 2010, había 3791 personas residiendo en Oglesby. La densidad de población era de 355,79 hab./km². De los 3791 habitantes, Oglesby estaba compuesto por el 95.7% blancos, el 0.37% eran afroamericanos, el 0.13% eran amerindios, el 0.74% eran asiáticos, el 0% eran isleños del Pacífico, el 1.37% eran de otras razas y el 1.69% pertenecían a dos o más razas. Del total de la población el 6.52% eran hispanos o latinos de cualquier raza.